# 愛国歌 (ロシア連邦)
『愛国歌』（あいこくか、露: Патриотическая песня）は、1990年から2000年までの、ロシア連邦の国歌である。
ミハイル・グリンカの作曲。日本語の訳題は定まっておらず、『愛国の歌』、『愛国者の歌』とも訳される。また、共産党時代に付された詞の内容から『モスクワ』と呼ばれることもある。

## 原曲
1895年、ロシア音楽新聞はグリンカの『国歌のモチーフ』として初めてこの曲をおおやけに紹介したが、歌詞は添えられておらず、メロディと低音のみが記されていた。この曲の正確な作曲年代は不明である。『神よツァーリを護り給え』がコンテストでロシア帝国国歌に選ばれたのは1833年であるが、ウラディーミル・スターソフはそれよりものちの1834年に作曲されたとしている。これとは別に、グリンカが1837年に作曲した合唱と管弦楽のためのポロネーズ『われらが神は大いなり』（露: Велик наш бог、作詞V.ソログーブ）を原曲とする説もある。
第二次世界大戦も終わりに近づいた1944年に、モスクワ音楽院の軍楽科教授を務めていたミハイル・バグリノーフスキー（1885年 - 1966年）が題名を『愛国歌』と名付け、吹奏楽用に編曲した。この版はラジオ放送で演奏され、広く知られるようになり、アレクサンドル・ガウクによる管弦楽版など多くの編曲が試みられた。

## 歌詞
1947年、モスクワ建都800年の記念行事の一環として、この曲をモスクワ讃歌に仕立てることが企画され、アレクサンドル・マシストフによる歌詞が付された。歌詞の内容からこの版の題名を『モスクワ』と呼ぶこともある。ソ連時代に人気があり、盛んに演奏、録音された。
マシストフによる歌詞
| ロシア語(原語) | 和訳 |
| --- | --- |
| Здравствуй, славная столица, Сердце Родины — Москва! Вся страна тобой гордится, Городов родных глава. Русь великую сплотила Ты вокруг твердынь Кремля, И окрепла наша сила, И прославилась земля! | 万歳、栄えある首都よ、 祖国の中心－モスクワよ! 全国がモスクワを誇りに思い 町々はモスクワを称賛する モスクワはクレムリンを堅固にし、 偉大なロシアを団結させた 我等の力を強大にし、 国に栄光をもたらした! |

## ロシア国歌
ソビエト連邦崩壊後、ボリス・エリツィン大統領により、従来の『ソビエト連邦国歌』（アレクサンドル・アレクサンドロフ作曲）に変わり、新生ロシアの国歌に定められた。しかし、メロディだけで公式の歌詞が無かったことや、共産党などソ連時代の国歌を是とする勢力も強かったことなどが原因で、国民一般に定着せず、正式に国歌とするための法制化も実現しなかった。
エリツィンの後継者となったウラジーミル・プーチンにより、ソビエト連邦国歌のメロディに新しい歌詞を付けた曲が新たなロシアの国歌に定められ、2000年12月27日を以って国歌の役割を終えた。